# Rudolf Dischinger
Rudolf Dischinger (ur. 11 listopada 1904 we Fryburgu Bryzgowijskim, zm. 30 listopada 1988 tamże) – malarz niemiecki, zaliczany do kierunku Nowej Rzeczowości.
Rudolf Dischinger studiował na Badeńskiej Krajowej Szkole Artystycznej (Badische Landeskunstschule) pod kierunkiem Georga Scholza i Karla Hubbucha. Ukończywszy studia w roku 1927 pracował do 1939 jako nauczyciel rysunku we Fryburgu. Malował widoki miast i martwe natury w stylu Nowej Rzeczowości. Powołany 1939 do służby wojskowej został ranny i zwolniony w roku 1942. W latach 1943–1946 mieszkał w Landshut. Od roku 1946 mieszkał we Fryburgu, wykładając na tamtejszej Akademii Sztuk Pięknych aż do jej likwidacji w roku 1954. Powrócił do zawodu nauczyciela rysunków, nauczając w szkole średniej do przejścia na emeryturę w roku 1965. Po roku 1945 zajmował się malarstwem abstrakcyjnym, pod koniec życia powrócił do malarstwa realistycznego.